# Акотанґо
Акотанґо (ісп. Acotango) — вулкан на кордоні чилійського регіону Аріка-і-Парінакота і болівійського департаменту Потосі.

## Географія
Вулкан є середнім за розташуванням і найвищим з групи стратовулканів Невадос-де-Кімсачата, розташованих на меді двох країн. Ця група також містить вершини Умарата і Серро-Капурата. Вулкан сильно еродований, але потік лави на його північному схилі морфологічно молодий, що дозволяє припустити, що Аконтаґо був активним в період Голоцену.